# Валуєвський циркуляр

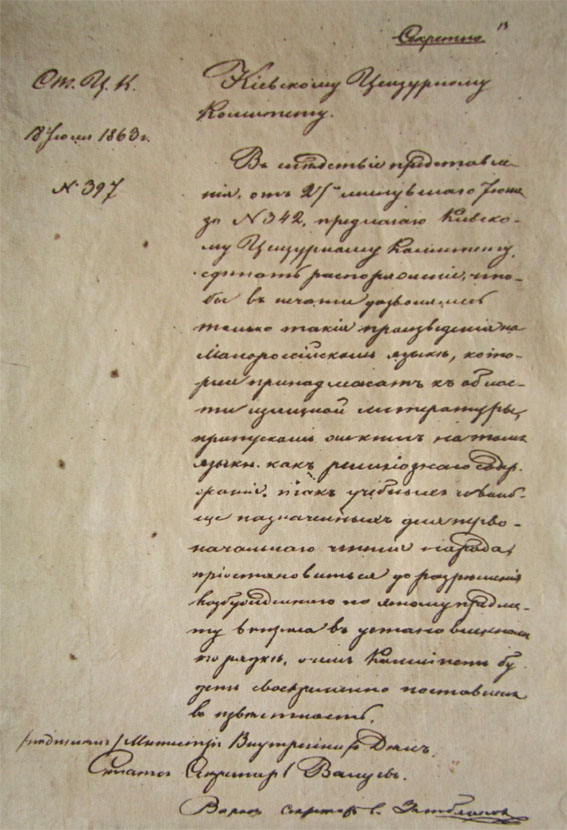
Текст циркуляру

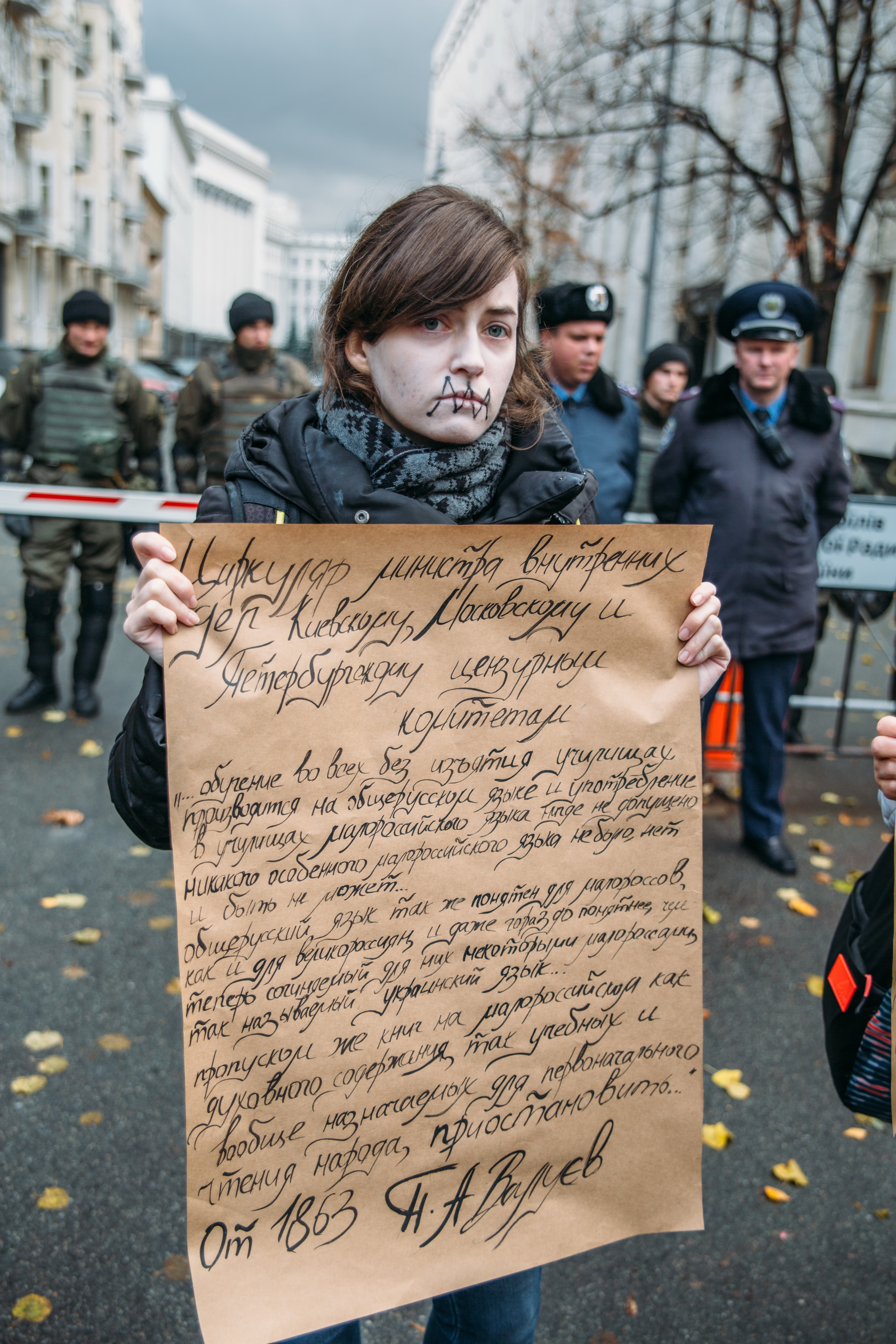
Імітація Валуєвського циркуляру на акції проти русифікації

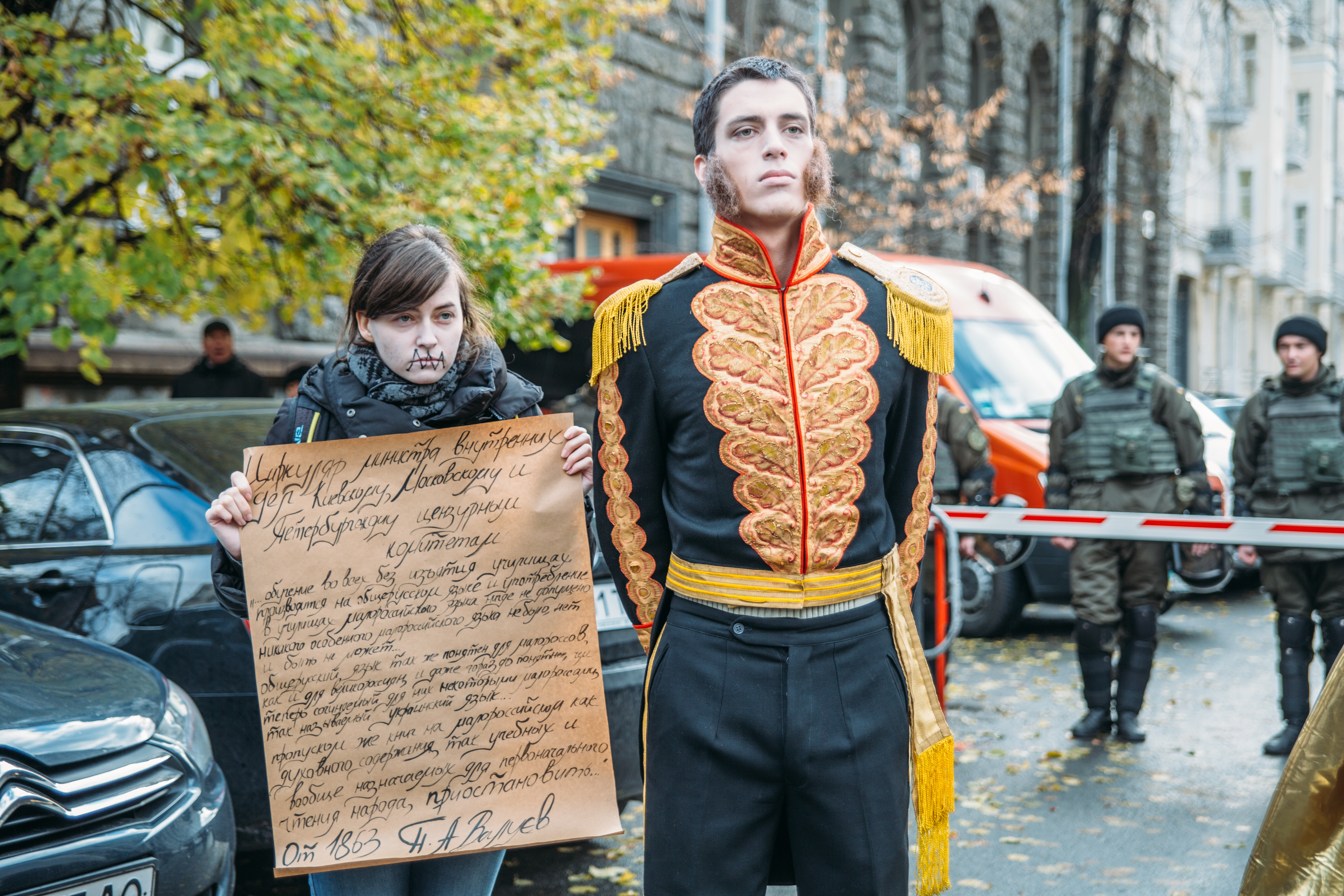
«Петро Валуєв» та його «циркуляр» біля Адміністрації Президента України, зображені учасниками перформансу проти русифікації, що був проведений рухом Відсіч у День української писемності та мови 2015 року

Валуєвський циркуляр 30 липня (18 липня за старим стилем) 1863 року — таємне розпорядження міністра внутрішніх справ Російської імперії Петра Валуєва до територіальних цензурних комітетів, в якому наказувалося призупинити видання значної частини книг, написаних «малоросійською», тобто українською мовою. Згідно з указом заборонялась публікація релігійних, навчальних і освітніх книг, однак дозволялась публікація художньої літератури.
Мотивом до видання циркуляру стали підозри царської влади, що публікації книг українською мовою стимулюють зростання сепаратистських, пропольських та антицарських настроїв.
Дію Валуєвського циркуляра було закріплено і розширено шляхом видання імператором Олександром II Емського указу 1876 року, згідно з яким видання творів українською мовою заборонялося практично повністю.
Валуєвський циркуляр вважається одним із яскравих виявів шовіністичної політики російського самодержавства, спрямованої на посилення русифікації, національного, духовного й політичного гноблення українського народу.

## Передумови
Після остаточного знищення царатом української державності (ліквідація гетьманського правління, зруйнування Запорізької Січі, самостійності правової системи в Україні, запровадження загальноросійського адміністративно-територіального устрою тощо) Валуєвський циркуляр засвідчив колоніальне політичне становище України. Почавши з утисків щодо української культури (підпорядкування української церкви московському патріархатові, фактична заборона українського книгодрукування, сприяння занепаду Києво-Могилянської академії та ін.), самодержавна Російська імперія Валуєвським циркуляром продовжила політику зросійщення і репресій, фактично поставивши українську літературу поза законом.

## Створення
Окремі дослідники вважають, що чи не головним каталізатором появи циркуляру стали переклади на українську мову чотирьох Євангелій, надіслані на розгляд Святійшого Синоду для отримання дозволу на друк відставним інспектором Ніжинського ліцею Пилипом Морачевським. Щоб не допустити друку перекладів, до III Отделєнія «звернулись» аноніми, які назвалися представниками «киевского духовенства». В тексті анонімки йшлося про небезпеку допущення до друку українського перекладу Євангелія. З тексту нібито випливає, що її автори допускають можливість схвалення Синодом українського перекладу та протестують проти цього .

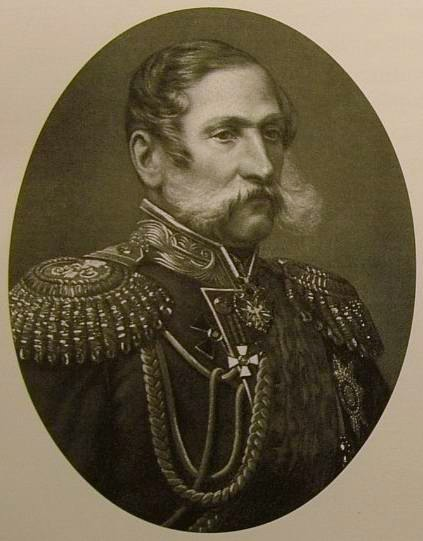
Київський генерал-губернатор Микола Анненков

Дослідники звертають увагу, що аноніми звернулись до охранки, а не до Синоду і припускають, що ініціатором звернення був київський генерал-губернатор Микола Анненков, оскільки його власноручне звернення до шефа жандармів князя Василя Долгорукого за змістом стовідсотково збігається з текстом анонімки: «Добившись перекладу малоросійським наріччя Святого Письма, прихильники малоросійської партії досягнуть, так би мовити, визнання самостійності малоросійської мови, й тоді, звичайно, на цьому не зупиняться та, спираючись на окремішність мови, заявлятимуть претензії на автономію Малоросії».

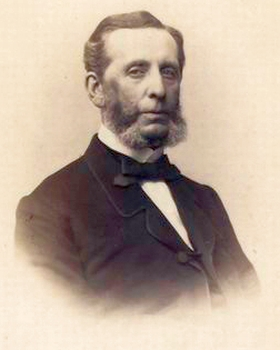
Петро Валуєв у 1864—1866 рр.

Вже 27 березня 1863 року Долгоруков поінформував про справу царя Олександра ІІ, який розпорядився «розібратися» з ситуацією навколо перекладу. Внаслідок резолюції царя від 27 березня Василь Долгоруков листом від 4 квітня поінформував Петра Валуєва про справу українофілів, додавши листа Миколи Анненкова. Про те, що він «совершенно разделяет мнение» київського генерал-губернатора, Валуєв повідомив Долгорукова в листі від 17 червня.
Через декілька днів П. Валуєв отримав незалежно від III відділення, через підзвітне йому цензурне відомство, новий документ з українського питання, який перегукувався з листом М. Аннєнкова й, цілком імовірно, був ним інспірований. 27 червня голова київського цензурного комітету Орест Новицький надіслав міністру внутрішніх справ листа, складеного на основі записки цензора того ж комітету Лазова, в якому повідомляв, що до його відомства надійшов рукопис «Притчі Господа нашого Іісуса Христа на українській мові розказані» і висловлював сумнів щодо потрібності такого видання. Новицький стверджував, що учням-українцям не потрібно читати Євангеліє українською.

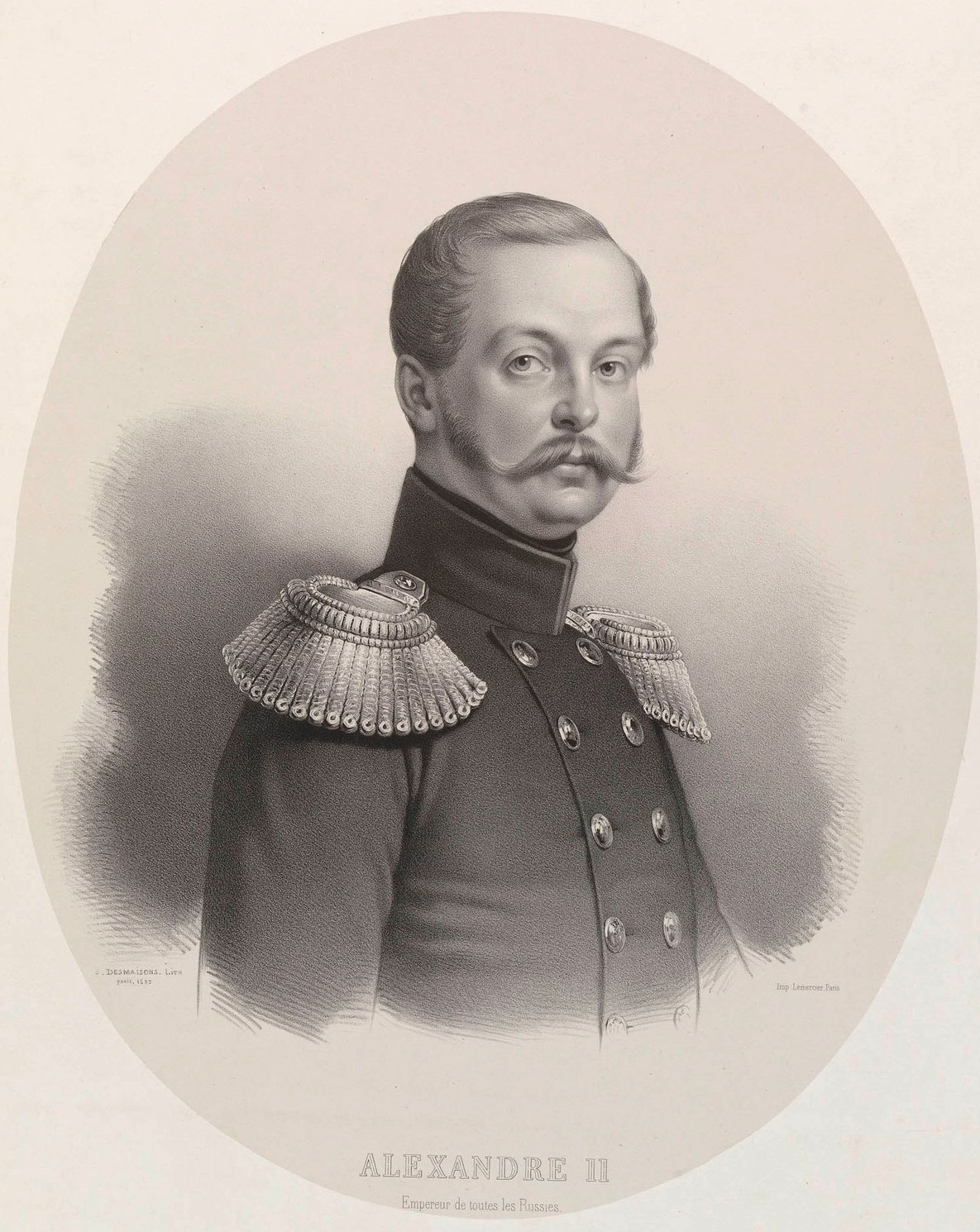
Цар Олександр II

В поданні Новицький висловив тривогу щодо збільшення числа українських видань на початку 1860-х рр. і щодо загрози «відокремлення малоросійської народності». Він також зауважував, що «позиція цензора за розгляду схожих рукописів [для народу] більш ускладнюється, бо в них сама мета гідна осуду, а зміст і вміст, зазвичай, не має нічого забороненого». Він також стверджував, що за українським національним рухом стоять поляки.
Всі цитовані фрази, в тому числі відома «Жодної особливої малоросійської мови не було, немає й бути не може», без змін перейшли до тексту Валуєвського циркуляра.
Отримавши подання, Валуєв розпорядився підготувати листа на ім'я російського царя Олександра II. Звертаючись до царя стосовно українських видань, міністр переказав текст подання Новицького. Також він звернув увагу царя на те що якщо раніше творами українською мовою цікавилися лише освічені класи України, то останнім часом вони почали поширюватися й серед малоосвічених верств. Валуєв пропонував розглянути питання про видання українських книг для народу спільно з міністром народної освіти, оберпрокурором Св. Синоду і шефом жандармів. Ще до початку обговорення, міністр Валуєв через імперське цензурне відомство, тимчасово зупинив друк україномовної навчальної та релігійної літератури, можна було друкувати лише художню літературу. Олександр II наклав позитивну резолюцію.

## Спроби опору
За кілька днів до підписання циркуляру Микола Костомаров виступив у газеті «День» із спростуванням вигадок про солідарність українофілів з поляками. Він намагався також звести справу лише до намірів викладання українською мовою в початковій школі. Цей виступ, як і аудієнція українофілів у міністра внутрішніх справ Пьотра Валуєва, якогось результату не мав. Валуєв у своєму щоденнику 28 липня 1863 року лише цинічно-принизливо зазначив: «28 липня [1863 року]. Вранці в обід. Потім були у мене кілька осіб, в тому числі [Микола] Костомаров, який сильно стурбований призупиненням популярних видань на хохляцькому наріччі [у зв'язку з прийняттям Валуєвського циркуляра]. М'яко, але прямо і категорично об'явив йому, що вжитий захід лишається незмінним»

## Запровадження
12 липня циркуляр був схвалений імператором Олександром ІІ та 18 липня розісланий П. Валуєвим для виконання Київському, Віленському, Ризькому, Одеському і Петербурзькому цензурним комітетам, а також окремим цензорам у Казані та Дерпті. Відтоді цензори часто забороняли видання будь-яких українських книг, так що вже через 8 років, за висловом історика Миколи Костомарова, українська література в кордонах Російської імперії фактично припинила своє існування.
Оберпрокурор Синоду і шеф жандармів підтримали циркуляр, лист останнього містив лише одну фразу: «Я в друкуванні книг малоросійською мовою, призначених для простолюду, не знаходжу ані користі, ані необхідності».

## Наслідки
Гальмівний ефект Валуєвського циркуляра для українців був відчутним. Якщо в 1860—1863 рр. друком з'явилося 114 назв книжок українською мовою, то у 1864—1869 рр. це число зменшилося до 24 назв.
Циркуляр був ударом по усьому загалу українофілів, однак за його рядками дослідники «розпізнають» й декілька конкретних імен. Це Володимир Антонович (лідер руху хлопоманів), Микола Костомаров (організовував видання дешевих книг українською мовою для народу) та Пилип Морачевський (подав на розгляд переклад Нового Заповіту). Кожен з них кинув свій виклик Російській імперії, і Циркуляр 1863 року історики називають спробою її самозахисту та ознакою її слабкості. Дослідники вважають найнебезпечнішою на той час для імперії справу, зроблену Морачевським, адже переклад Євангелія живою українською мовою у випадку його широкого поширення, сприяв би зростанню української національної самосвідомості в селянському середовищі.
В Україні перестали діяти недільні школи, послабилась праця в громадах, частина членів яких була заарештована й заслана, як, наприклад, Олександр Кониський та Павло Чубинський, в північні губернії Російської імперії, а частина під впливом публічних обвинувачень українофілів у сепаратизмі та поліційних утисків відійшла від громадської роботи.
Валуєвський циркуляр, який не просто зберіг свою силу протягом довгого часу, але й фактично визначив підхід Російської імперії до українського питання до кінця століття й набув свого розвитку в Емському указі 1876 р., мав дуже негативні наслідки для російсько-українських взаємин. Він також сприяв відтоку українських активістів із Російської імперії до Галичини, що вплинуло на підсумок боротьби проросійської й антиросійської орієнтацій у середовищі галицьких русинів і невдовзі перетворило Галичину на український культурний П'ємонт.
У підсумку російська влада фактично підтримала зусилля українських націоналістів у справі переведення мовного питання зі сфери прагматики у сферу символічних цінностей. Дослідники вважають, що орієнтація влади на «французьку» модель тотальної асиміляції українців не виправдала себе, тому як вимушений заборонний захід виник Валуєвський циркуляр, який може слугувати своєрідним символом недостатньо продуманої, непослідовної й суперечливої політики.
Деякі дослідники вважають, що Валуєв передбачав тимчасову дію циркуляру, але заборона розтяглася на довгі роки, а, головне, логіка політики російської імперської влади не передбачала будь-яких поступок українству. Циркуляр міг мати коротку історію лише в тому випадку, коли б остаточно знищив українофільство, але так не сталося.

## Скасування
Скасування циркуляру вдалося домогтися українцям завдяки революції 1905—1907 рр. В березні 1905 р. Імператорська Санкт-Петербурзька Академія наук надіслала урядові доповідь, де стверджувалось, що українська мова є самостійною слов'янською мовою, і рекомендувалось скасувати антиукраїнські акти Валуєвський циркуляр та Емський указ. Фактичне скасування відбулося завдяки Маніфесту 17 жовтня 1905.
3 кінця 1905 р. почали з'являтись українські періодичні видання. У 1906 р. у Києві, Харкові, Одесі, Катеринославі, Лубнах та інших містах України, а також у Петербурзі та Москві виходило 18 українських газет і журналів.

## Текст Валуєвського циркуляра
| Циркуляр міністра внутрішніх справ П. А. Валуєва Київському, Московському і Петербурзькому цензурним комітетам від 18 липня 1863 р. Давно вже тривають суперечки в нашій пресі про можливість існування самостійної малоросійської літератури. Приводом до цих суперечок служили твори деяких письменників, які відзначалися більш чи менш примітним талантом або своєю оригінальністю. Останнім часом питання про малоросійську літературу набуло іншого характеру внаслідок чисто політичних обставин, що ніяк не стосуються власне літературних зацікавлень. Колишні твори малоросійською мовою були розраховані лише на освічені верстви південної Росії, нині ж прихильники малоросійської народності звернули свої погляди на масу неосвічених, і ті з них, які прагнуть до здійснення своїх політичних задумів, взялися, під приводом поширення грамотності і освіти, за видання книжок для початкового читання, букварів, граматик, географій і т. ін. Серед подібних діячів траплялось немало осіб, на злочинні дії яких були заведені слідчі справи особливою комісією. У С.-Петербурзі дехто навіть збирає пожертви на видання дешевих книг південноросійською говіркою. Багато цих книг надійшли вже на розгляд до С.-Петербурзького цензурного комітету. Чимала кількість таких самих книг подані і до Київського цензурного комітету. Цей останній має особливі застереження щодо дозволу на згадані видання, беручи до уваги такі обставини: навчання в усіх без винятку училищах проводиться загальноросійською мовою і вживання в училищах малоросійської мови ніде не дозволено; саме питання про користь і можливості вживання в школах цього наріччя не тільки не вирішене, але навіть порушення цього питання прийнято більшістю малоросіян з обуренням, що часто висловлюється в пресі. Вони досить обґрунтовано доводять, що ніякої особливої малоросійської мови не було, немає і бути не може, і що наріччя їх, вживане простолюдом, є ні чим іншим, як російською мовою, лише зіпсованою впливом Польщі; що загальноросійська мова так само зрозуміла для малоросів, як і для великоросів, і навіть значно зрозуміліша, ніж те наріччя, яке вигадують для них деякі малороси, і особливо поляки, — так звана українська мова. Особам того гуртка, який силкується доводити протилежне, більшість самих малоросів докоряє сепаратистськими задумами, ворожими до Росії і згубними для Малоросії. Явище це тим більш прикре і заслуговує на увагу, що воно збігається з політичними задумами поляків, і чи не їм завдячує своєю появою, судячи з рукописів, які надходили до цензури, і з того, що більша частина малоросійських творів насправді надходить від поляків. Нарешті, і київський генерал-губернатор вбачає небезпечним і шкідливим випуск у світ перекладу на малоросійську мову Нового Заповіту, який нині перебуває на розгляді духовної цензури. Беручи до уваги, з одного боку, нинішній тривожний стан суспільства, збуреного політичними подіями, а з іншого боку, беручи до уваги, що питання про навчання грамотності місцевими говірками не отримало ще остаточного вирішення в законодавчому порядку, міністр внутрішніх справ визнав за необхідне, аж до майбутнього розгляду [даного питання] міністром народної освіти, обер-прокурором Св. Синоду та шефом жандармів щодо друкування книг малоросійською мовою, надати розпорядження цензурному відомству, щоб до друку дозволялись тільки такі твори цією мовою, які належать до галузі красного письменства; пропуск же книг малоросійською мовою як духовного змісту, так навчальних і взагалі призначених для початкового читання народу, припинити. Це розпорядження було подане на найвищий розгляд царя імператора і Його Величність зволив надати йому своє монарше схвалення. Оригінальний текст (рос.) Циркуляр министра внутренних дел П. А. Валуева Киевскому, Московскому и Петербургскому цензурным комитетам от 18 июля 1863 г.Давно уже идут споры в нашей печати о возможности существования самостоятельной малороссийской литературы. Поводом к этим спорам служили произведения некоторых писателей, отличавшихся более или менее замечательным талантом или своею оригинальностью. В последнее время вопрос о малороссийской литературе получил иной характер вследствие обстоятельств чисто политических, не имеющих никакого отношения к интересам собственно литературным. Прежние произведения на малороссийском языке имели в виду лишь образованные классы Южной России, ныне же приверженцы малороссийской народности обратили свои виды на массу непросвещенную, и те из них, которые стремятся к осуществлению своих политических замыслов, принялись, под предлогом распространения грамотности и просвещения, за издание книг для первоначального чтения, букварей, грамматик, географий и т. п. В числе подобных деятелей находилось множество лиц, о преступных действиях которых производилось следственное дело в особой комиссии.В С.-Петербурге даже собираются пожертвования для издания дешевых книг на южнорусском наречии. Многие из этих книг поступили уже на рассмотрение в С.-Петербургский цензурный комитет. Немалое число таких же книг представляется и в Киевский цензурный комитет. Сей последний в особенности затрудняется пропуском упомянутых издании, имея в виду следующие обстоятельства: обучение во всех без изъятия училищах производится на общерусском языке и употребление в училищах малороссийского языка нигде не допущено; самый вопрос о пользе и возможности употребления в школах этого наречия не только не решен, но даже возбуждение этого вопроса принято большинством малороссиян с негодованием, часто высказывающимся в печати. Они весьма основательно доказывают, что никакого особенного малороссийского языка не было, нет и быть не может, и что наречие их, употребляемое простонародием, есть тот же русский язык, только испорченный влиянием на него Польши; что общерусский язык так же понятен для малороссов, как и для великороссиян, и даже гораздо понятнее, чем теперь сочиняемый для них некоторыми малороссами, и в особенности поляками, так называемый украинский язык. Лиц того кружка, который усиливается доказывать противное, большинство самих малороссов упрекает в сепаратистских замыслах, враждебных к России и гибельных для Малороссии.Явление это тем более прискорбно и заслуживает внимания, что оно совпадает с политическими замыслами поляков, и едва ли не им обязано своим происхождением, судя по рукописям, поступавшим в цензуру, и по тому, что большая часть малороссийских сочинений действительно поступает от поляков. Наконец, и киевский генерал-губернатор находит опасным и вредным выпуск в свет рассматриваемого ныне духовною цензурой перевода на малороссийский язык Нового Завета.Принимая во внимание, с одной стороны, настоящее тревожное положение общества, волнуемого политическими событиями, а с другой стороны, имея в виду, что вопрос об обучении грамотности на местных наречиях не получил еще окончательного разрешения в законодательном порядке, министр внутренних дел признал необходимым, впредь до соглашения с министром народного просвещения, обер-прокурором Св. Синода и шефом жандармов относительно печатания книг на малороссийском языке, сделать по цензурному ведомству распоряжение, чтобы к печати дозволялись только такие произведения на этом языке, которые принадлежат к области изящной литературы; пропуск же книг на малороссийском языке как духовного содержания, так учебных и вообще назначаемых для первоначального чтения народа, приостановить. О распоряжении этом было повергаемо на высочайшее государя императора воззрение и Его Величеству благоугодно было удостоить оное монаршего одобрения. |

## Виноски
1. ↑  рос. «считаем излишним доказывать и то, что допустив нелогичный и затейливый перевод Св. Писания на то наречие русское, которое по своему складу менее всего заслуживает это предпочтение, Св. Синод допустит историческую ошибку и что всяк, кто словом или делом будет способствовать этому опасному предприятию, может приобрести известность Герострата и скоро увидит оправдание на опыте той благоразумной сентенции, что малая ошибка бывает причиной великих бед»
2. ↑  рос. «Добившись же перевода на малороссийское наречие Священного Писания, сторонники малороссийской партии достигнут, так сказать, признания самостоятельности малороссийского языка, и тогда, конечно, на этом не остановятся и, опираясь на отдельность языка, станут заявлять притязания на автономию Малороссии»
3. ↑  «Притчи Господа нашого Иисуса Христа на украинский мови росказани»
4. ↑  адже освіта по всій Російській імперії рос. «производится на общерусском языке и употребление в училищах малороссийского наречия нигде не допущено»
5. ↑  В листі також йшлося про те, що рос. «само возбуждение вопроса о пользе и возможности употребления этого (малороссийского) наречия в школах принято большинством малороссиян с негодованием. Они весьма основательно доказывают, что никакого особенного малороссийского языка не было, нет и быть не может, и что наречие их, употребляемое простонародьем, есть тот же русский язык, только испорченный влиянием на него Польши». «Общерусский язык», сказано там далі, для народа рос. «гораздо понятнее, чем теперь сочиняемый для него некоторыми малороссами и в особенности поляками так называемый украинский язык. Лиц того кружка, который усиливается доказывать противное, большинство самих малороссиян упрекает в каких-то сепаративных замыслах, враждебных России и гибельных для Малороссии»
6. ↑  Завершувався лист вказуванням на те, що явище малоросійського сепаратизму «тим більше насторожує і заслуговує уваги влади через те, що збігається з політичними задумами поляк і майже там міститься корінь цього задуму»
7. ↑  рос. «никакого особенного малороссийского языка не было, нет и быть не может»
8. ↑  рос. «произведения на малороссийском языке имели в виду лишь образованные классы Южной России, ныне же приверженцы малороссийской народности обратили свои виды на массу непросвещенную»
9. ↑  рос. «позволялись к печати только произведения на малороссийском языке, принадлежащие к области изящной литературы; пропуск же книг на том языке религиозного содержания, учебных и вообще назначенных для первоначального чтения народа приостановится до разрешения настоящего вопроса»
10. ↑  рос. «Высочайше повелено исполнить. С.-Петербург, 18 июля 1863»
11. ↑  рос. «Я в печатании книг на малороссийском языке, предназначаемых для простонародья, не нахожу ни пользы, ни необходимости»